# Mikael III
Mikael III (grekiska: Μιχαήλ Γ΄), född 840, död 867, var bysantinsk kejsare 842–867.
Mikael var yngste son till kejsaren Theofilos och kröntes till medkejsare redan 840. Redan två år senare blev han ende kejsaren över Bysantinska riket. Förmyndarstyrelsen under hans yngre år sköttes av modern Theodora, onkeln Sergios och ministern Theoktistos. Under uppväxten kämpade många om Mikaels inflytande och mest gynnad blev dennes onkel Bardas, vilken 855 tilläts mörda Theoktistos. Med stöd av Bardas och general Petronas avslutade Mikael förmyndarstyret 856 och förpassade Theodora samt sina systrar till ett kloster.
Mikaels III:s regeringstid präglades bland annat av militära framgångar och kristnandet av Bulgarien. Därtill ska han ha stabiliserat rikets ekonomi. Under Mikaels styre sattes även ett slutgiltigt stopp för ikonoklasmen (vilket ledde till en renässans inom bildkonsten). Hans äktenskap med Eudokia Dekapolitissa var barnlöst, vilket komplicerade tronföljden. Mikael mördades på uppdrag av Basileios I 867, vars inflytande han stått under sedan något år tillbaka.